# شيستينستاين
شيستينستاين (بالإنجليزية: Chistenstein)‏ هو أحد جبال سلسلة جبال الألب بليسور وجزء من القمة الأم هوشفانغ يقع في كانتون غراوبوندن، سويسرا. يبلغ ارتفاع الجبل حوالي 2473 متر، بينما يبلغ ارتفاع نتوء الجبل 267 متر.